# Francisco Delgado Ruiz
Francisco Delgado Ruiz (Albacete, 2 de enero de 1949) es un político, sindicalista, activista y escritor español, defensor del laicismo, en especial en el ámbito educativo. Ha sido diputado y senador en las Cortes Generales, así como presidente de la Confederación Española de Asociaciones de Padres y Madres de Alumnos (CEAPA) y presidente de la asociación Europa Laica. Fue miembro del Consejo Escolar del Estado durante 12 años. Forma parte del Grupo de Pensamiento Laico.

## Biografía
Francisco Delgado es maestro industrial de artes gráficas, diplomado en psicología industrial, relaciones laborales y salud laboral. Trabajó durante años como cajista tipógrafo, posteriormente en una entidad financiera. En 1976. Felipe González le encargó reorganizar el PSOE en Albacete. Fue Diputado en las Cortes Constituyentes en 1977 y senador en la legislatura de 1979 por el Partido Socialista Obrero Español (PSOE), partido que abandonó en el año 2000. Formó parte de la corriente interna Izquierda Socialista, desde su fundación en 1980. También fue teniente alcalde en el Ayuntamiento de Albacete (1991-1995). Desde 1978 a 1983 fue el Coordinador del Colectivo Federal de Deportes del PSOE. Ha sido dirigente sindical de la Unión General de Trabajadores (UGT), presidente de la Confederación Española de Asociaciones de Padres de Alumnos (CEAPA), miembro durante 15 años del Consejo Escolar del Estado y durante 3 años del Consejo Escolar de Castilla-La Mancha. Actualmente no milita en ningún partido político, desde su abandono del PSOE.
Ha sido vicepresidente de la asociación Europa Laica. Ha sido presidente y portavoz de dicha asociación, desde mayo de 2008, hasta 21 de octubre de 2017. cuyo relevo recayó en el historiador Antonio Gómez Movellán.
Forma parte del "Grupo de Pensamiento Laico". Fue promotor, en el año 2000 (como miembro de la junta directiva de CEAPA), de la Plataforma unitaria "Por una escuela pública y laica. Religión fuera de la escuela" y coordinador durante varios años. Ha sido coordinador de Educación de Europa Laica desde 2017 a 2022
Francisco Delgado Ruiz fue muy crítico con la Ley Orgánica de Educación (España) promovida por el PSOE, en 2006, así como con la Ley de educación promovida por el gobierno de Mariano Rajoy en 2013, la LOMCE. Y ha criticado la última reforma LOMLOE por mantener la confesionalidad y la privatización del sistema educativo, además de otorgar aún mayores competencias a las CCAA, en un sistema ya muy fragmentado y desigual.

### Europa Laica
Francisco Delgado fue vicepresidente y ha sido presidente y portavoz de dicha asociación, desde mayo de 2008 hasta 21 de octubre de 2017. Creada en 2001, es "una asociación laicista española que entiende por laicismo el establecimiento de las condiciones jurídicas, políticas y sociales idóneas para el desarrollo pleno de la libertad de conciencia, base de los Derechos Humanos. Defiende el pluralismo ideológico en pie de igualdad como regla fundamental del Estado de Derecho y el establecimiento de un marco jurídico adecuado y efectivo que lo garantice y lo proteja frente a toda interferencia de instituciones religiosas que implique ventajas o privilegios." Su predecesor y primer presidente fue el profesor Juan Francisco González Barón (fallecido en 2024) y su sucesor fue el historiador Antonio Gómez Movellán;

## Bibliografía

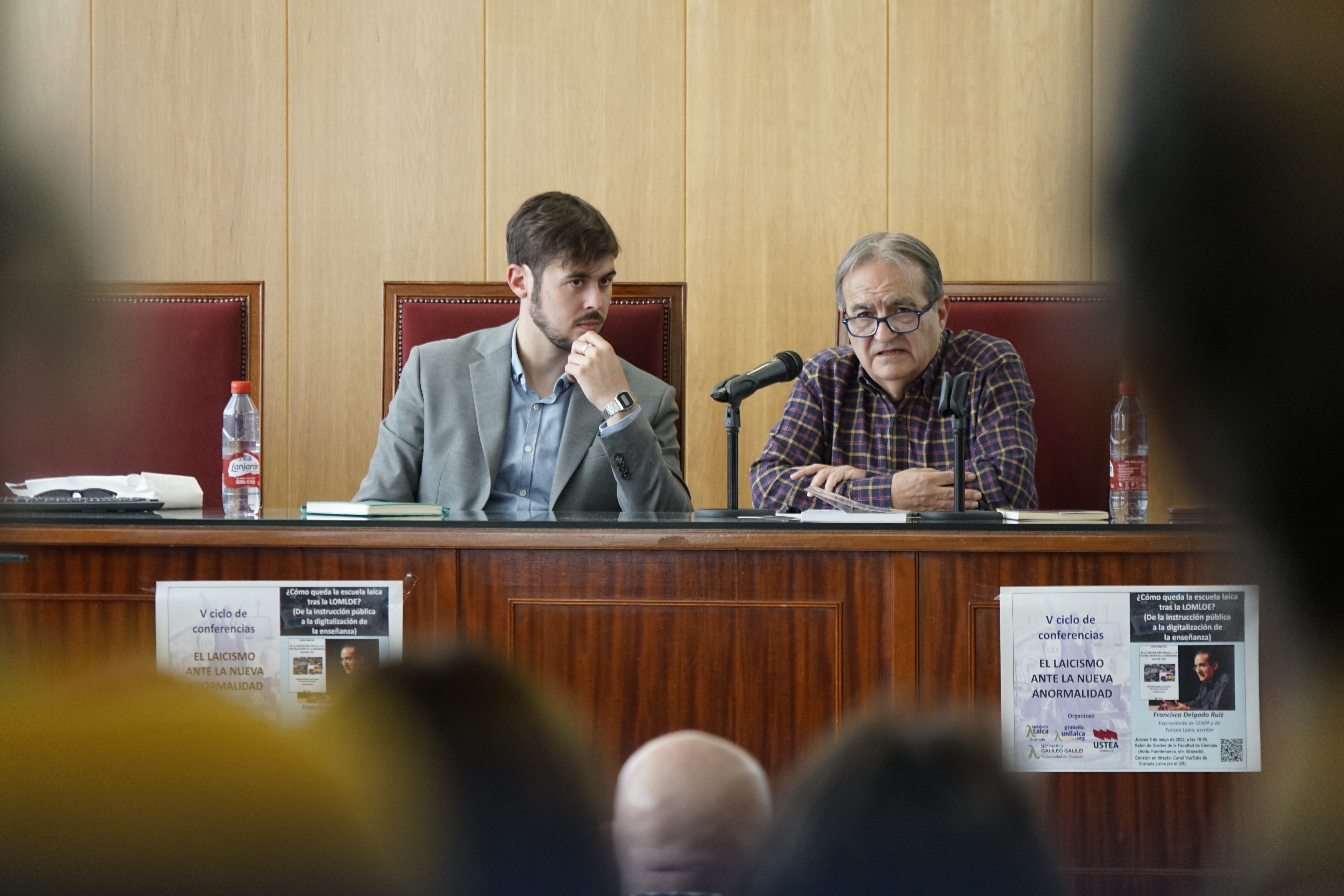
Francisco Delgado dictando una conferencia sobre educación en Granada. Mayo de 2022.